# Bukhara Challenger 2006
Il Bukhara Challenger 2006 è stato un torneo di tennis facente parte della categoria ATP Challenger Series nell'ambito dell'ATP Challenger Series 2006. Il torneo si è giocato a Bukhara in Uzbekistan dal 21 al 27 agosto 2006 su campi in cemento.

## Vincitori

### Singolare
Janko Tipsarević ha battuto in finale  Rohan Bopanna con il punteggio di 6–2, 6–4

### Doppio
Nicolas Renavand /  Nicolas Tourte hanno battuto in finale  Rohan Bopanna /  Aisam-ul-Haq Qureshi con il punteggio di 2–6, 6–3, [10-8]